# 金魚電話ボックス盗作裁判
金魚電話ボックス盗作裁判（きんぎょでんわボックスとうさくさいばん）とは、奈良県大和郡山市の柳町商店街に設置された、電話ボックスの内側に水を満たし金魚を泳がせたオブジェに関する著作権侵害をめぐる訴訟・裁判である。
芸術作品の著作権侵害によりオリジナルの製作者が盗作を疑われるなどといった誹謗中傷が発生し、展示側にオリジナルの製作者が「著作物使用料」「著作権侵害の慰謝料」の請求なしで自身の作品の著作権利を認めてほしいと交渉し、公認作品として展示を再開したが、展示側が一方的に合意を破棄したことによって行われ、高裁判決で逆転判決し勝訴した著作権裁判である。

## 裁判に至るまでの流れ
1998年、福島県いわき市の現代美術作家山本伸樹がボックス内の受話器から気泡を生じさせるなどした『メッセージ』を発表。『メッセージ』は、電話ボックスのような造作物（電話ボックスそのものではなく、山本が一から制作したもの）を水槽として使い、その中で金魚が泳いでいる作品である。この作品は、いわき市立美術館や全国各地で展示され、メディアにも取り上げられ、山本の代表作となる。
2011年、私立京都造形芸術大学（現:京都芸術大学）に設置されている在学生が自由に使える工房「ウルトラファクトリー（ディレクター・ヤノベケンジ）」にて、教授の指示のもと在学生6名らが電話ボックスに金魚を入れた山本の作品に造形と構造が類似した作品『テレ金』を制作した。大阪府の事業である「おおさかカンヴァス推進事業」の2年目にあたる2011年の公募にて選定され（募集期間：平成23年6月6日～7月22日）、当時の6名の在学生がアーティスト名「金魚部」として出品。この作品は複数の場所に展示が繰り返されることとなる。
2014年、『テレ金』が金魚の産地として知られる奈良県大和郡山市の郡山柳町商店街協同組合に譲渡された。この商店街に設置以降から、山本への盗作疑惑などといった誹謗中傷が発生し始める（山本が『メッセージ』を発表したのは1998年で『テレ金』は2014年である）。山本は設置した商店街に対して抗議したが、商店街に設置されて以降、大学生らが初期に命名した『テレ金』から、『金魚電話』そして『金魚電話ボックス』と、同一部材（同一作品）による作品が制作者名と作品名を変えながら繰り返し展示され続けるいう異様な事態に発展した。山本は柳町商店街側に抗議し続けたが、一切相手にされることがなく無視され続け、山本の類似作品が展示され続けた。やがて山本の周辺で「これは山本だけの問題ではない、芸術家の著作権についての大きな問題だ」との話が持ち上がった。
2017年、山本は訴訟を起こすのでなく互いに騒ぎ立てずに円満に解決できないかと考え、商店街と交渉することとした。大和郡山市の隣町である奈良市在住の作家寮美千子が山本の代理人となった。交渉はまとまり、山本は自身の作品の権利を認めてほしいというだけであったため、商店街に対して「著作物使用料」「著作権侵害の慰謝料」を一切請求せず、『金魚電話ボックス（テレ金）』は、山本の『メッセージ』が原作であることを明記し、設置費用はすべて山本がもち、柳町商店街の金銭負担はしないことを約束した上で公認作品として設置を再開することとなった。ところがその後、柳町商店街が一方的に合意を破棄。作品（金魚電話ボックス『テレ金』）を撤去しつつ、商店街側は「山本の著作権は侵害していない」「裁判になったら断固として戦う」と主張。山本はこれ以降相手にされることが無くなってしまい、他の人々からの意見もあり仕方がなく訴訟を起こすことにした。
2018年、『テレ金（金魚電話ボックス）』が自身の作品の著作権を侵害したとして、2014年から2018年まで市内に展示した商店街側に330万円の損害賠償などを求め訴訟を起こした。
作品を作成し、譲渡した京都造形芸術大学は「当時1年生であった6名は平成4年（1992年）前後の生まれであり、山本氏が発表された1998年の作品を、先行作品のリサーチにおいても気づいておらず「依拠性（著作権侵害）」という点では、参照できる状態ではなかった」とし、「もちろん、先行作品のリサーチでそこに及ばなかったことへの指導上の課題、主張の客観性という点でのご意見はあるかと思います」とした上で、指摘されている海外も含めた他の作品と「本質的な特徴の同一性」を有するとは言い難いとした。

## 奈良地方裁判所での一審判決結果
2019年（令和元年）7月11日、奈良地方裁判所での一審判決では、「既存の著作物に依拠して作成、創作された著作物が、思想、感情若しくはアイディア、事実若しくは事件など表現それ自体でない部分又は表現上の創作性がない部分において既存の著作物と同一性を有するにすぎない場合には、著作物の複製には当たらないものと解される」と判断基準を述べたうえで、「同一性を主張する点（①外観上ほぼ同一形状の電話ボックス様の造作水槽内に金魚を泳がせている点、②同造作水槽内に公衆電話機を設置し、公衆電話機の受話器部分から気泡を発生させる仕組みを採用している点を指す）は著作権法上の保護の及ばないアイディアに対する主張であるから、同一性に関する上記主張はそもそも理由がない」と判示し、山本の作品『メッセージ』は、「発想はアイデアにとどまり、著作権保護の対象とならない」とした。

## 大阪高等裁判所での二審判決結果
2021年1月14日、大阪高裁での高裁判決は、「受話器から気泡を出す表現について、音声を通すための受話器に空気を通し、気泡を出すことによって通話を想起させる表現は創作性があり、作品全体が著作物と認められる」と判断された。類似の作品をつくった（京都造形芸術大学から譲渡された『テレ金』から、『金魚電話』、『金魚電話ボックス』と作品を名称変更し、別作品であるとしている為、商店街も作成側に含まれる）商店街側の著作権侵害を認定、大阪高裁山田陽三裁判長は著作権侵害を認定し、山本の訴えを退けた一審・奈良地裁判決を変更し、商店街側に計55万円の支払いなどを命じた逆転判決となった。判決によると、組合側は山本が2010年に発表した作品と表現面で同一性のあるオブジェを設置し、著作権や人格権を侵害したとした。判決後、大阪市内で記者会見した山本は「（著作権侵害の）1つのガイドラインを示せた。完全勝訴でほっとしている」「作家として、作品の著作物性を認めてほしいと起こした裁判だった。ほぼ全面的に私の主張を認めて頂いた完全勝訴。今後もこの作品を色々な形で展開していきたい」と話した。一方、商店街組合側は「上告の有無を含め、対応は今後調整する」とコメントした。著作権侵害が認定された作品を作成し、展示した京都造形芸術大学側は裁判後コメントをしていない。